# Rademacher von Radehausen

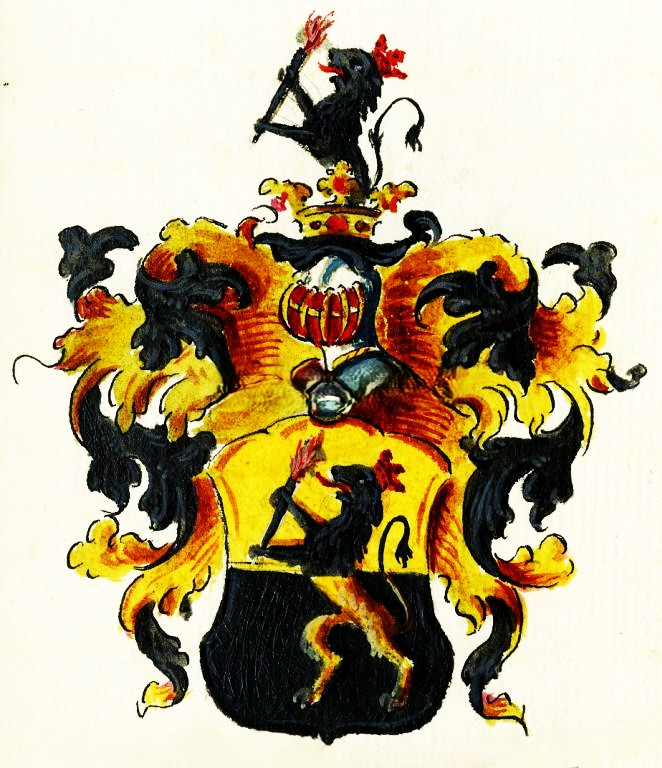
Wappen der Rademacher von Radehausen von 1766 im Österreichischen Staatsarchiv

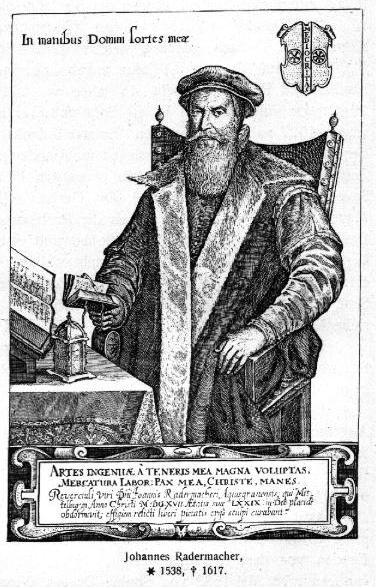
Johan Radermacher der Ältere (1538–1617), Kupferstich von 1781

Rademacher von Radehausen, ursprünglich nur Rademacher bzw. Radermacher, ist der Name eines deutsch-niederländischen Briefadelsgeschlechts.
Die Familie ist zu unterscheiden von dem westfälischen Briefadelsgeschlecht Rademacher. Eine Abstammung von den Rodemach ist nicht nachgewiesen.

## Geschichte
Schon um 1530 erhielt das Geschlecht in Person von Heinrich Radermacher von Kaiser Karl V. einen Wappenbrief verliehen. Die Stammreihe beginnt mit dem Aachener Kupfermeister Wilhelm Radermacher (* 1501) und dessen Frau Maria Houppers (1510–1555). Ihr zweiter Sohn Johan Radermacher der Ältere (1538–1617) wurde ein erfolgreicher Kaufmann in London, Aachen und den Niederlanden. 1570 lernte dieser seine Frau Johanna Racket (Racquet; 1547–1600) kennen, eine Nichte von Gillis Hooftman, und heiratete sie. Das Ehepaar hatte zwölf Kinder, darunter Daniel I. Radermacher (1588–1637), der Stammvater der geadelten niederländischen Herren zu Nieuwerkerke wurde, zu denen unter anderem der Großmeister der Freimaurer Johan Cornelis Radermacher (auch Johan Radermacher der Jüngere) (1700–1748), verheiratet mit Susanna Ignatia van Schinne (1706–?), und deren Sohn, der niederländische Botaniker Jacob Cornelis Mattheus Radermacher (1741–1783), zählen.
Am 27. Juli 1766 erhielt Daniel IV. Rademacher (1733–1815) von Kaiser Joseph II. ein Adelserneuerungsdiplom mit dem Prädikat „von Radehausen“. Er war mit Regina Charlotta Sophia Johanna Truchseß von Wetzhausen (* 12. Juli 1742 in Bundorf; † 17. November 1789 in Kassel), Tochter von Ferdinand Dietrich Truchseß von Wetzhausen und Johann Wilhelmina Rosina von Schaumberg, verheiratet und hatte mit ihr sieben Kinder:
- Daniel IV. Rademacher (1733–1815), landgräflich-hessen-kasselscher Rat, ⚭ Regina Charlotta Sophia Johanna Truchseß von Wetzhausen (1742–1789)
  - Wilhelmine Caroline Friederike Marie Rademacher von Radehausen (1772–1824) ⚭ 1787 Johann Bernhard Christian von Heister (1755–1808), kurfürstlich-hessisch-kasselscher Geheim-Regierungsrat, Sohn von Generalleutnant Philipp von Heister; Eltern des preußischen Generalmajors Karl von Heister (General, 1799)
  - Christiane Henriette Friederike Charlotte Rademacher von Radehausen (1774–1775)
  - Friedrich Karl Wilhelm Rademacher von Radehausen (* 1776; † 1837), herzoglich-sächsisch-coburg-gothaischer Oberschenk und Kammerherr, Freiherr, ⚭ 1806 Florina Ernestine Friederike Elisa Antoinette von Schlotheim (* 1785; † 1860), mindestens sechs Kinder, u. a.:
    - Daniel Karl Gottlieb Christian Rademacher von Radehausen (* 1808)
    - Daniel Christian Gottlob Hermann Rademacher von Radehausen (* 1809)
    - Daniel Karl Hermann Ernst Julius Rademacher von Radehausen (* 1810)
    - Bernhard Albert Ludwig Friedrich Berthold Rademacher von Radehausen (* 1811)

  - Friederike Wilhelmine Rademacher von Radehausen (* 14. Oktober 1779; † 26. Februar 1859) ⚭ 1801 Hans Ernst Ludwig Georg August Karl von Stockhausen (1770–1843), hessischer Oberstleutnant a. D.
  - Dorothea Sophie Charlotte Rademacher von Radehausen (1777–1830) ⚭ 1797 Friedrich Carl August Wilhelm Philipp von Hanstein (1773–1830)
  - Juliana Marianne Rademacher von Radehausen (1782–1783)
  - Anne Sara Marie Rademacher von Radehausen (* 19. Januar 1783; † 15. Juni 1829) ⚭ Ludwig Gottlob von Bibra (1774–1839), herzoglich-sächsisch-meiningischer Landmarschall

## Persönlichkeiten
- Jacob Cornelis Mattheus Radermacher (Johan Radermacher der Jüngere) (1741–1783), Botaniker, Schriftsteller und Mitglied der Niederländischen Ostindien-Kompanie
- Johan Radermacher der Ältere (1538–1617), Kaufmann in London, Aachen und den Niederlanden
- Johan Cornelis Radermacher (1700–1748) (Johan Radermacher der Jüngere), stellvertretender Bürgermeister und Vorstand von Middelburg, Schatzmeister der Prinzen von Oranien, Großmeister der Freimaurerei in den Niederlanden
- Samuel Radermacher (1693–1761), Bürgermeister von Middelburg

Von Familienmitgliedern sind eine Reihe von Gemälden erhalten:

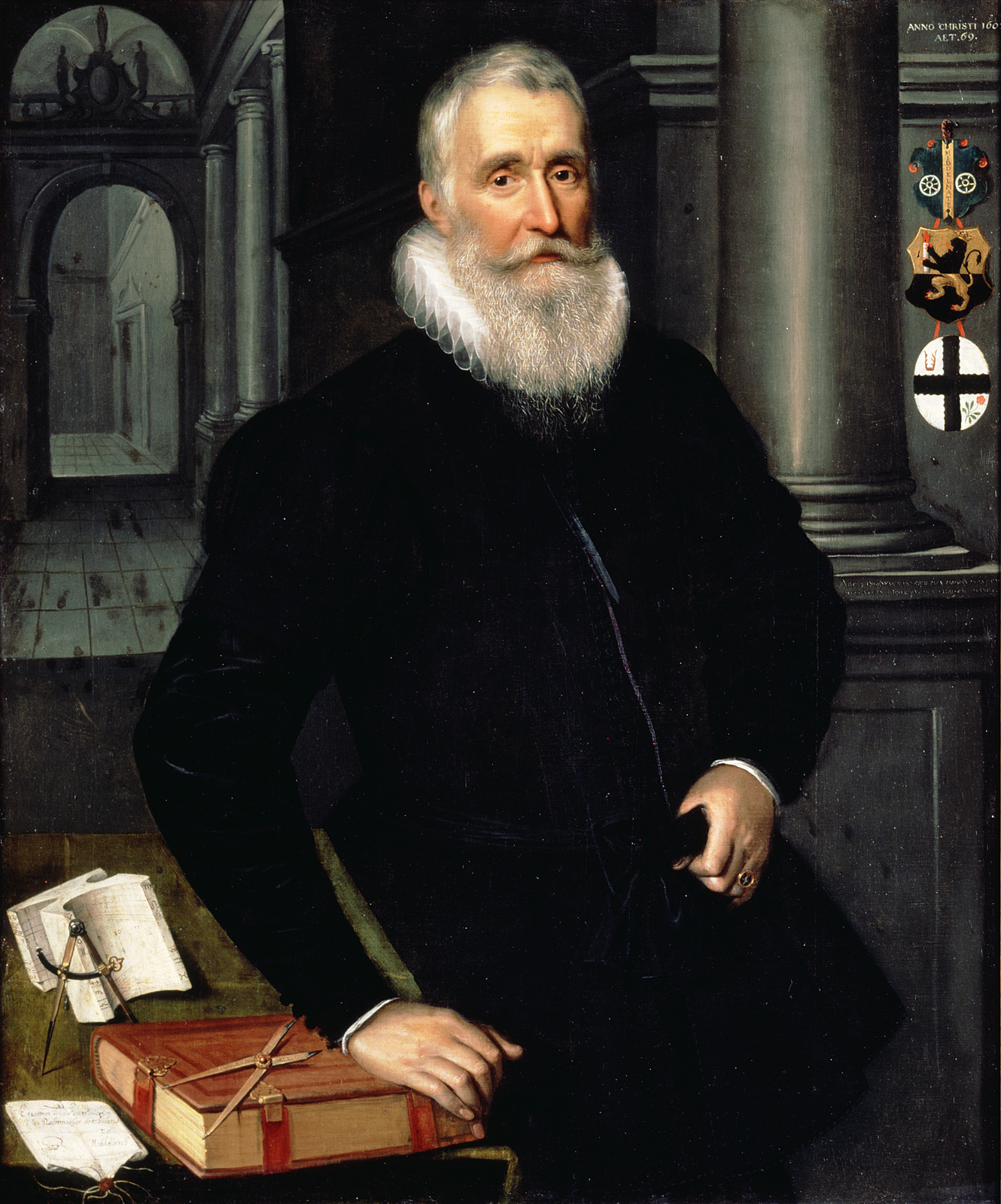
Johan Radermacher der Ältere (1538–1617)
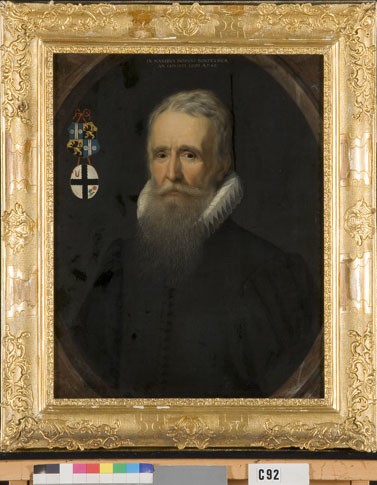
Johan Radermacher der Ältere (1538–1617)
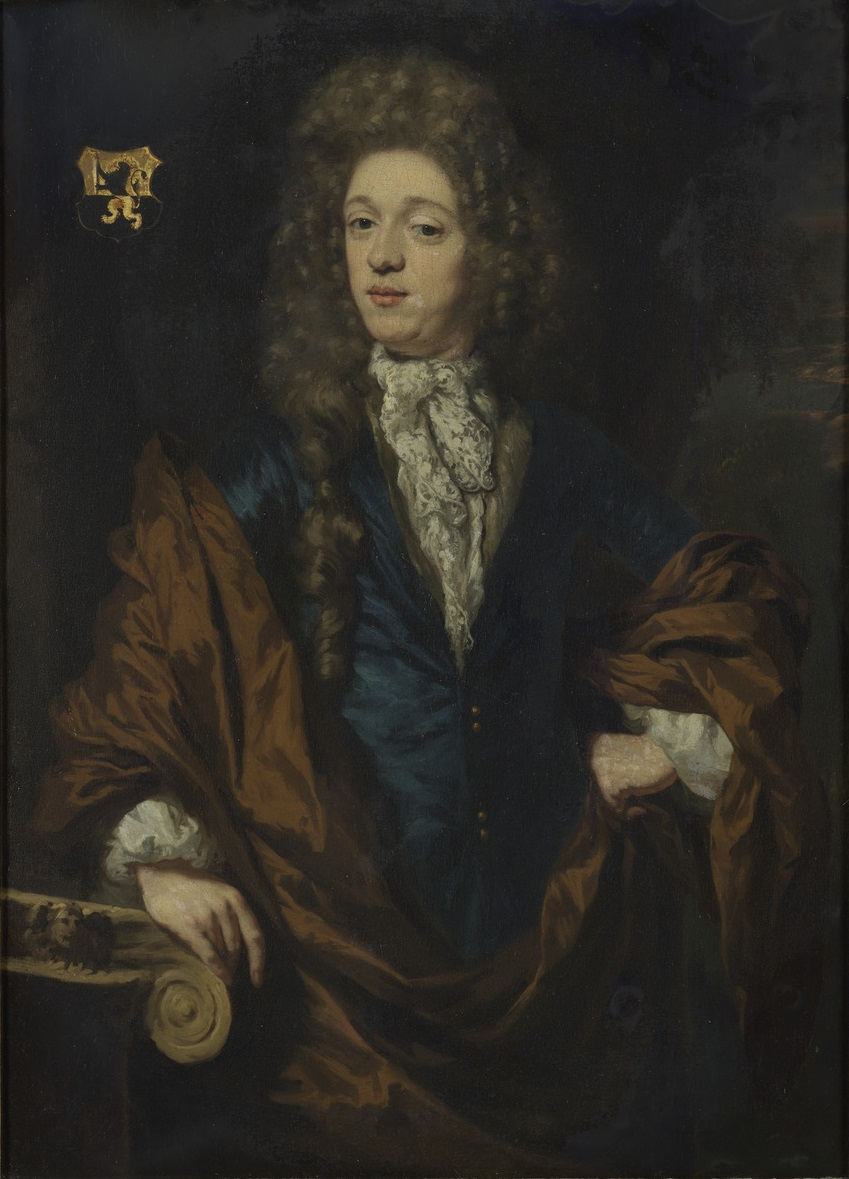
Daniel II. Radermacher (1664–1708)
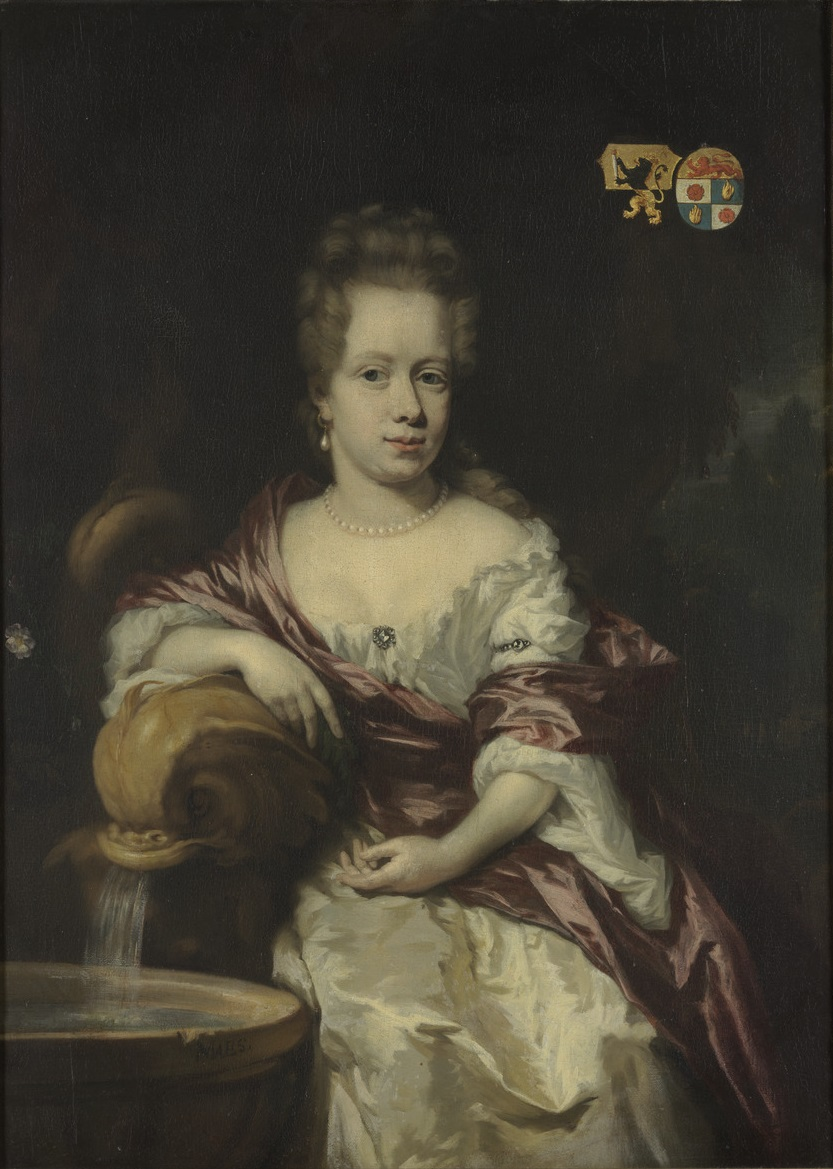
Johanna van den Brande (1668–1691), Ehefrau von Daniel II. Radermacher
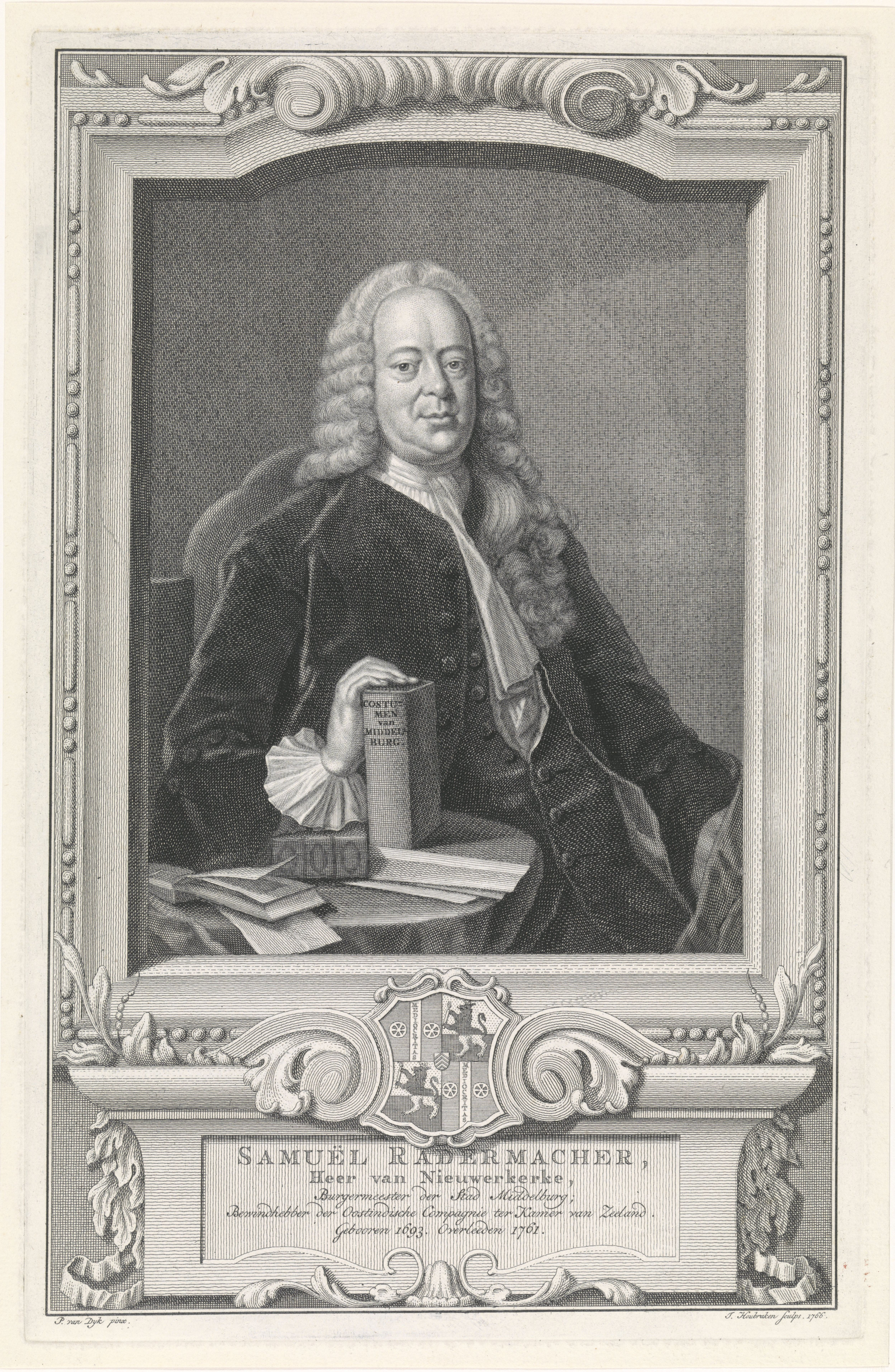
Samuel Radermacher (1693–1761)
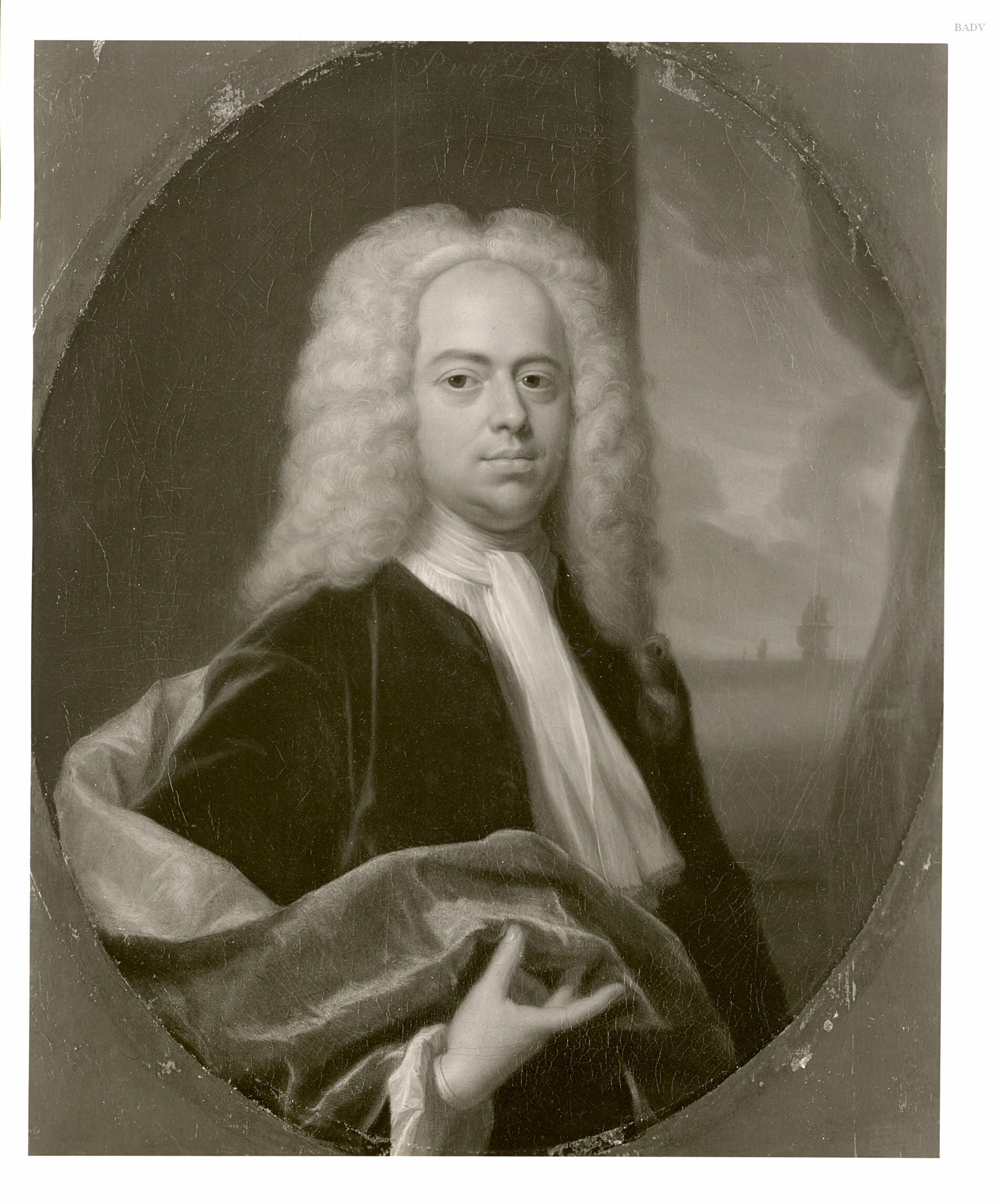
Samuel Rademacher aus Middelburg, 1747
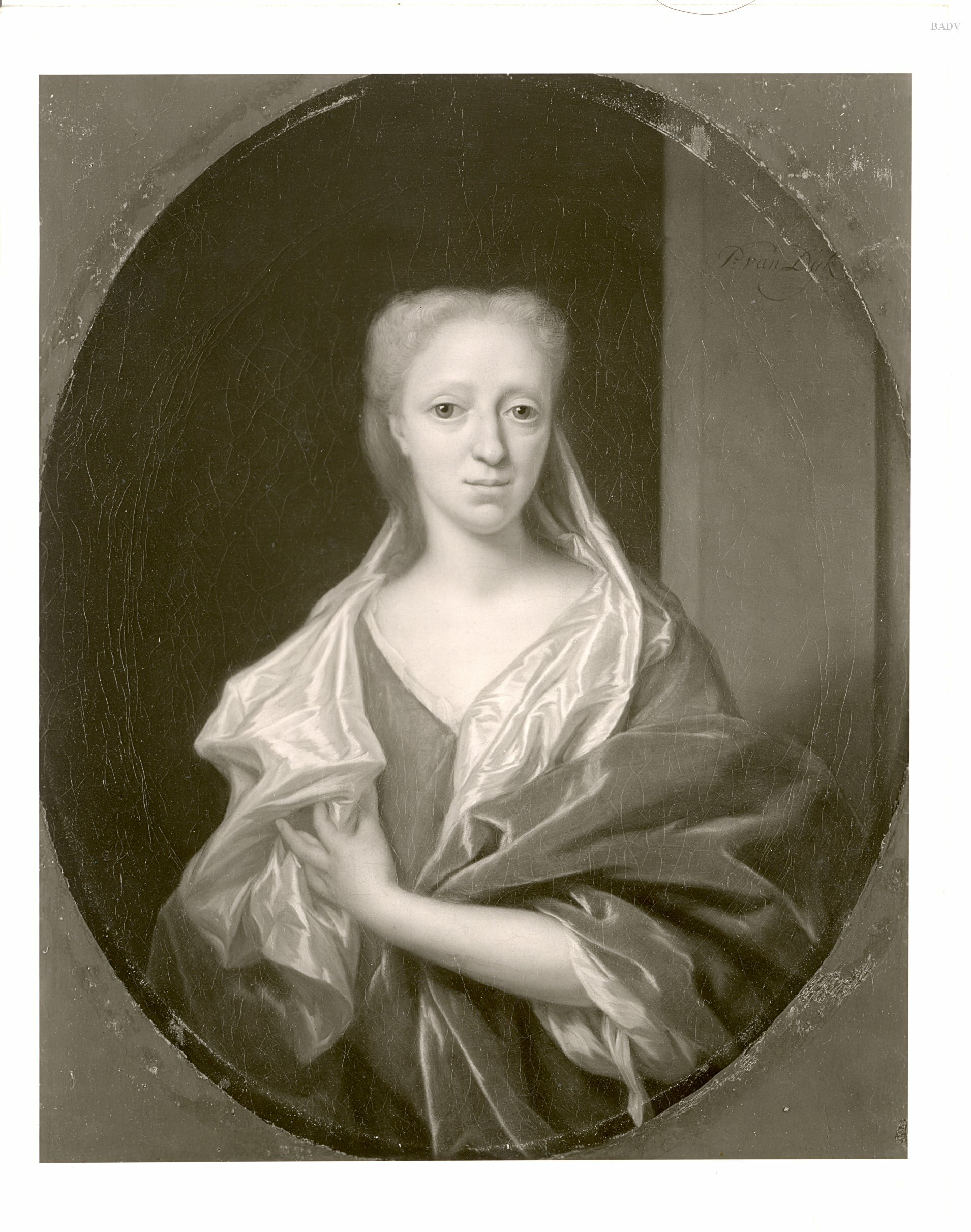
Cornelia Boddaert († 1747), Ehefrau von Samuel Radermacher, 1735
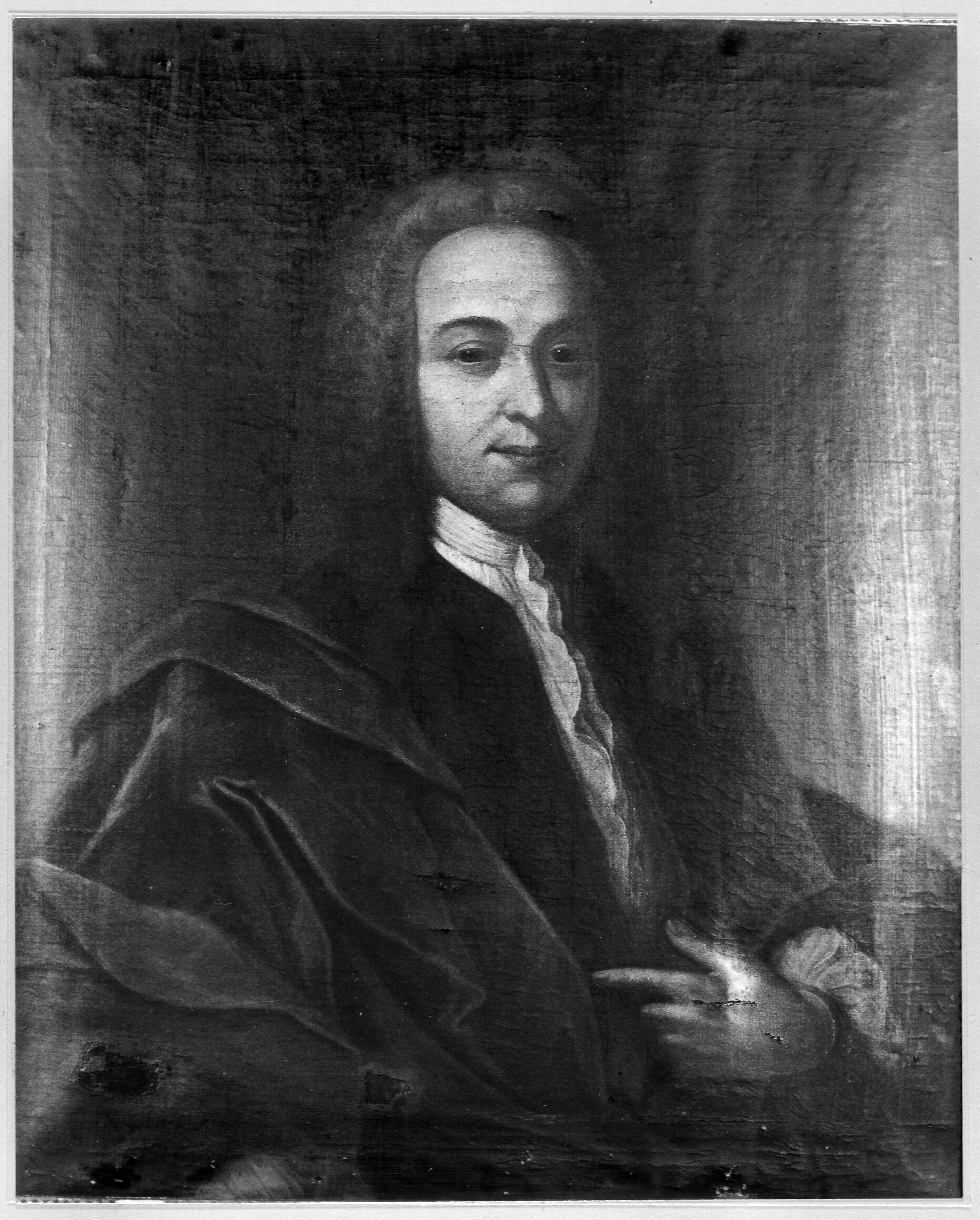
Johan Cornelis Radermacher (1700–1748)
Clasina Petronella Radermacher (?–1796)
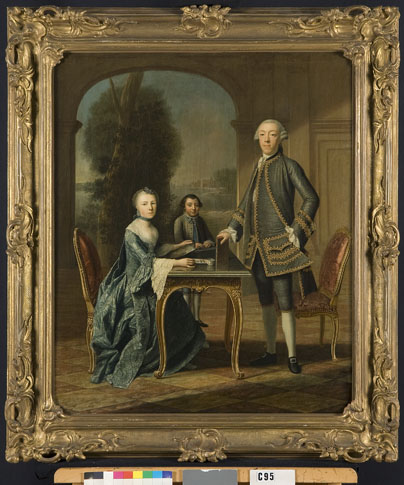
Daniel III. Radermacher (1722–1803) mit seiner ersten Frau Susanne Libertine Boogaert
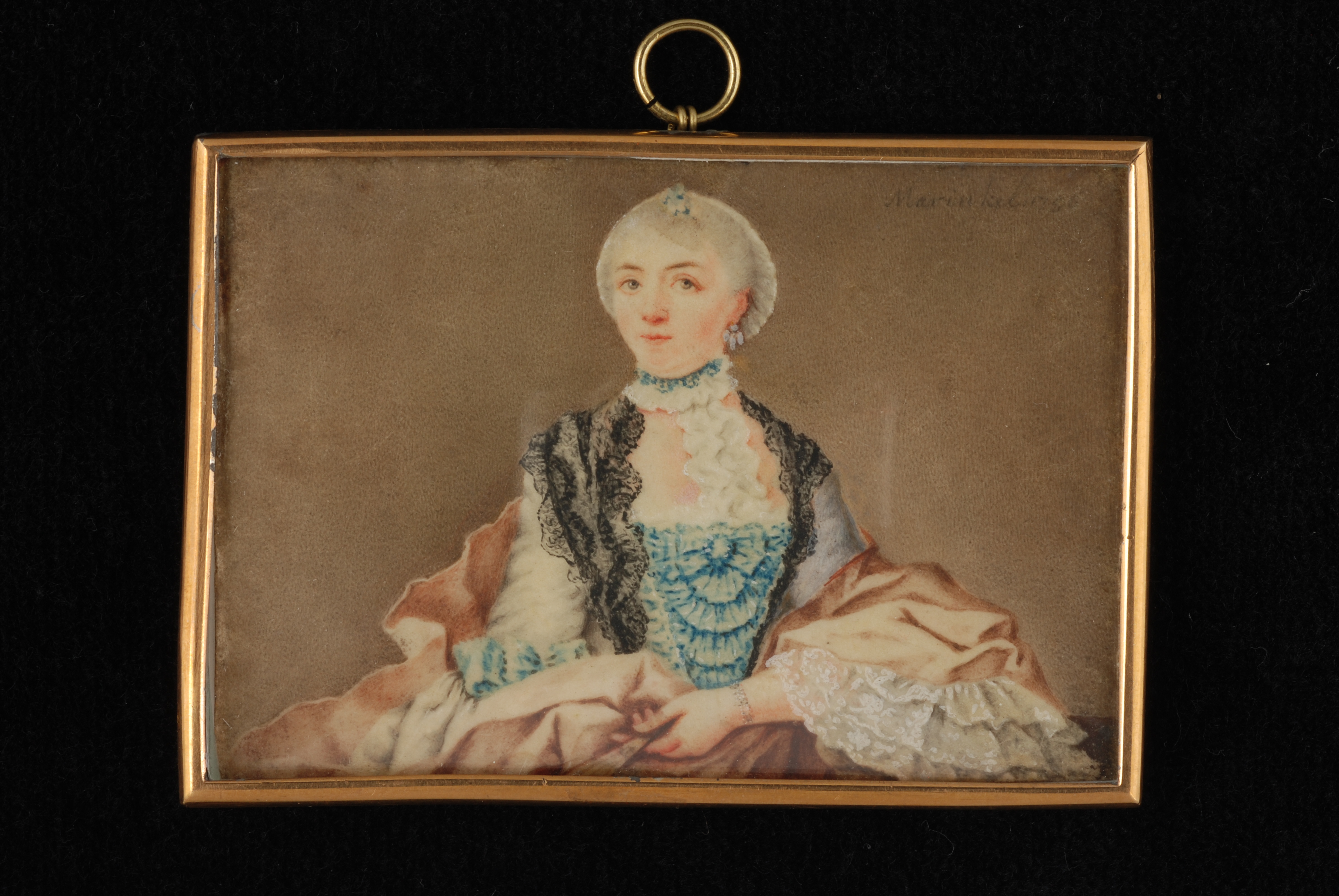
Susanne Libertine Radermacher geb. Boogaert, verheiratet am 3. November 1756 in Rotterdam
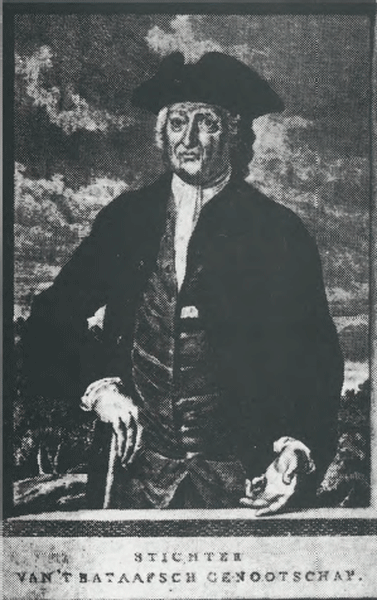
Jacob Cornelis Mattheus Radermacher (1741–1783)

## Wappen
Die Familie führte verschiedene Wappen bzw. Wappenvarianten. Johan Radermacher der Ältere (1538–1617) entwarf ein Wappen, das in Blau einen silbernen Pfahl mit dem Wahlspruch mediocritas (Maßhalten, Mittelweg) zwischen zwei silbernen Rädern zeigt. Dieses Wappen wird u. a. auch in einem Kupferstich von 1781 dargestellt, der im Band 2 des Adelyk en aanzienelyk Wapen-boek van de zeven Provincien veröffentlicht wurde. Auch auf Ölgemälden von Johann Radermacher dem Älteren und einem Kupferstich vom Middelburger Bürgermeister Samuel Radermacher (1693–1761) erscheint es, hier neben oder sogar geviert mit dem bereits um 1530 der Familie verliehenen Löwen-Wappen.
Blasonierung des Wappens von ca. 1530 und 1766: Von Gold und Schwarz geteilt mit einem gekrönten Löwen in verwechselten Farben. Der Löwe hält eine brennende schwarze Fackel. Auf dem gekrönten Helm mit schwarz-goldenen Helmdecken der Löwe wachsend mit der Fackel.
In den Niederlanden führte die Familie das Löwenwappen auch mit einem liegenden und einem widersehenden Löwen als Schildhalter sowie einem Banner mit dem Wahlspruch.

Wappen der Familie Rademacher von 1766
Wappen der Rademacher von 1766 in Siebmachers Wappenbuch